# Saint-Cyrille-de-Wendover
Pour les articles homonymes, voir Cyrille.
Saint-Cyrille-de-Wendover [sɛ̃ siʁil də wɛndovɚ, -vœʁ] est une municipalité dans la municipalité régionale de comté de Drummond au Québec, située dans la région administrative du Centre-du-Québec.

## Toponymie
Elle est nommée en l'honneur du colon Cyrille Brassard et de la localité de Wendover en Angleterre.

## Histoire
L'érection canonique de St-Cyrille-de-Wendover est fait le 11 novembre 1868 et l'érection civile le 26 août 1869.
Avant la constitution du village de St-Cyrille de Wendover, les terres de cette municipalité faisaient partie des cantons de Simpson et de Wendover. Des terres de cette région sont données aux soldats qui ont combattu les américains lors de l'invasion américaine de 1775-1776. 
Les premiers colons de la région commencent à s'installer à partir de 1850. La qualité des terres et l'industrie forestière de Valentine Cooke attirent les premiers résidents.  
En 1876, une première chapelle de tradition catholique est construite. Devenue trop petite pour la population qui ne cesse de croître, une église est construite en 1902.  Cette église est toujours en fonction aujourd'hui et est considérée comme un monument historique,.

## Géographie
La rivière des Saults, un affluent de la rivière Nicolet Sud-Ouest, traverse la municipalité du sud-est vers le nord-est.

## Démographie
| 1996  | 2001  | 2006  | 2011  | 2016  | 2021  |
| ----- | ----- | ----- | ----- | ----- | ----- |
| 3 849 | 3 863 | 4 079 | 4 389 | 4 723 | 4 920 |

## Administration
Les élections municipales se font en bloc et suivant un découpage de six districts.
| Saint-Cyrille-de-Wendover Maires depuis 2001                                                                         |                   |                                      |          |
| Élection | Maire             | Qualité                              | Résultat |
| 2001 | Jean-Guy Bergeron |                                      | Voir     |
| 2005 | Jean-Guy Bergeron | Voir                                 |          |
| 2006 | Éric Cardinal     | Candidat libéral de Drummond en 2006 | Voir     |
| 2009 | Daniel Lafond     | Pro-maire en 2009                    | Voir     |
| 2009 | Daniel Lafond     | Pro-maire en 2009                    | Voir     |
| 2013 | Daniel Lafond     | Pro-maire en 2009                    | Voir     |
| 2017 | Hélène Laroche    |                                      | Voir     |
| 2021 | Éric Leroux       |                                      | Voir     |
| sept. 2023 | Éric Émond        | Pro-maire (sept.-nov. 2023)          | Voir     |
| Élection partielle en italique Depuis 2005, les élections sont simultanées dans toutes les municipalités québécoises |                   |                                      |          |

## Culture

### Personnalités
- Mgr Joseph-Roméo Gagnon (Saint-Cyrille-de-Wendover, 1903 - Edmundston, 1970), deuxième évêque d'Edmundston.

Le groupe de rock québécois Les Trois Accords font référence à Saint-Cyrille-de-Wendover dans la chanson éponyme.